# Oklahoma City National Memorial
Das Oklahoma City National Memorial ist eine nationale Gedenkstätte der Vereinigten Staaten, die an den Bombenanschlag von Oklahoma City vom 19. April 1995 erinnert. Es wurde zu Ehren der Opfer, der Überlebenden und der Rettungskräfte in Downtown Oklahoma City auf dem Gelände des ehemaligen Alfred P. Murrah Federal Buildings errichtet, welches durch den Anschlag zerstört wurde.
Das National Memorial wurde am 9. Oktober 1997, zweieinhalb Jahre nach dem Attentat, durch US-Präsident Bill Clinton auf Anregung der Oklahoma City National Memorial Foundation gewidmet, die Stiftung sammelte Spenden und organisierte den Bau. Am 19. April 2000 – dem fünften Jahrestag des Attentats – wurde die Gedenkstätte zur Erinnerung an Opfer und Hinterbliebene des Anschlages eröffnet und dem National Park Service übergeben. Am 19. Februar 2001 eröffnete auch das Museum. Am 23. Januar 2004 übertrug Präsident George W. Bush die Leitung der Gedenkstätte auf die Oklahoma City National Memorial Foundation, der National Park Service organisiert aber weiterhin die Führungen und Vorträge auf dem Außengelände.

## Aufbau
Die Gedenkstätte setzt sich auf einer Fläche von 13.000 Quadratmetern aus acht Teilen zusammen.

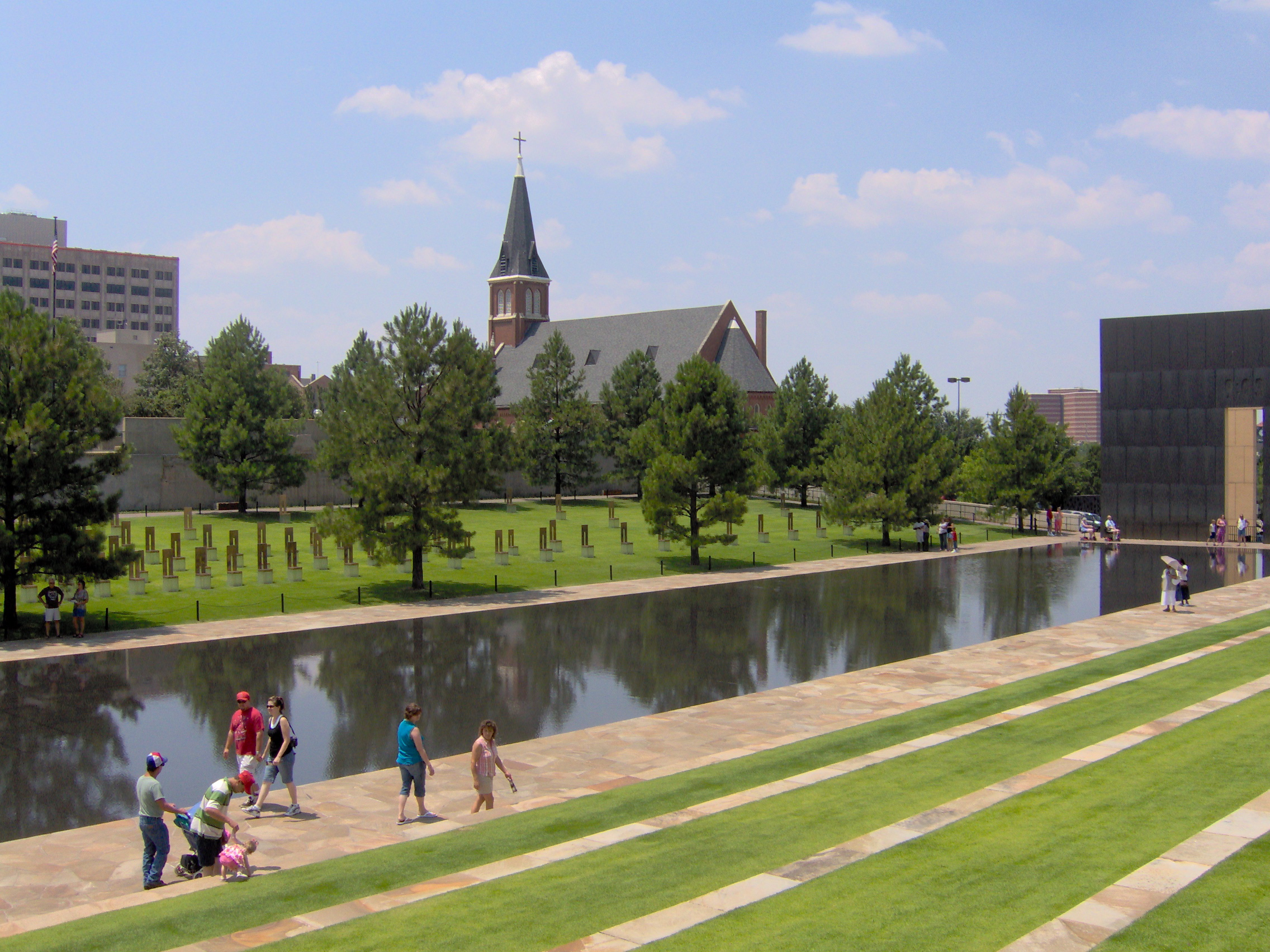
Reflecting Pool im Vordergrund, dahinter das Field of empty chairs und die St. Joseph’s Cathedral.

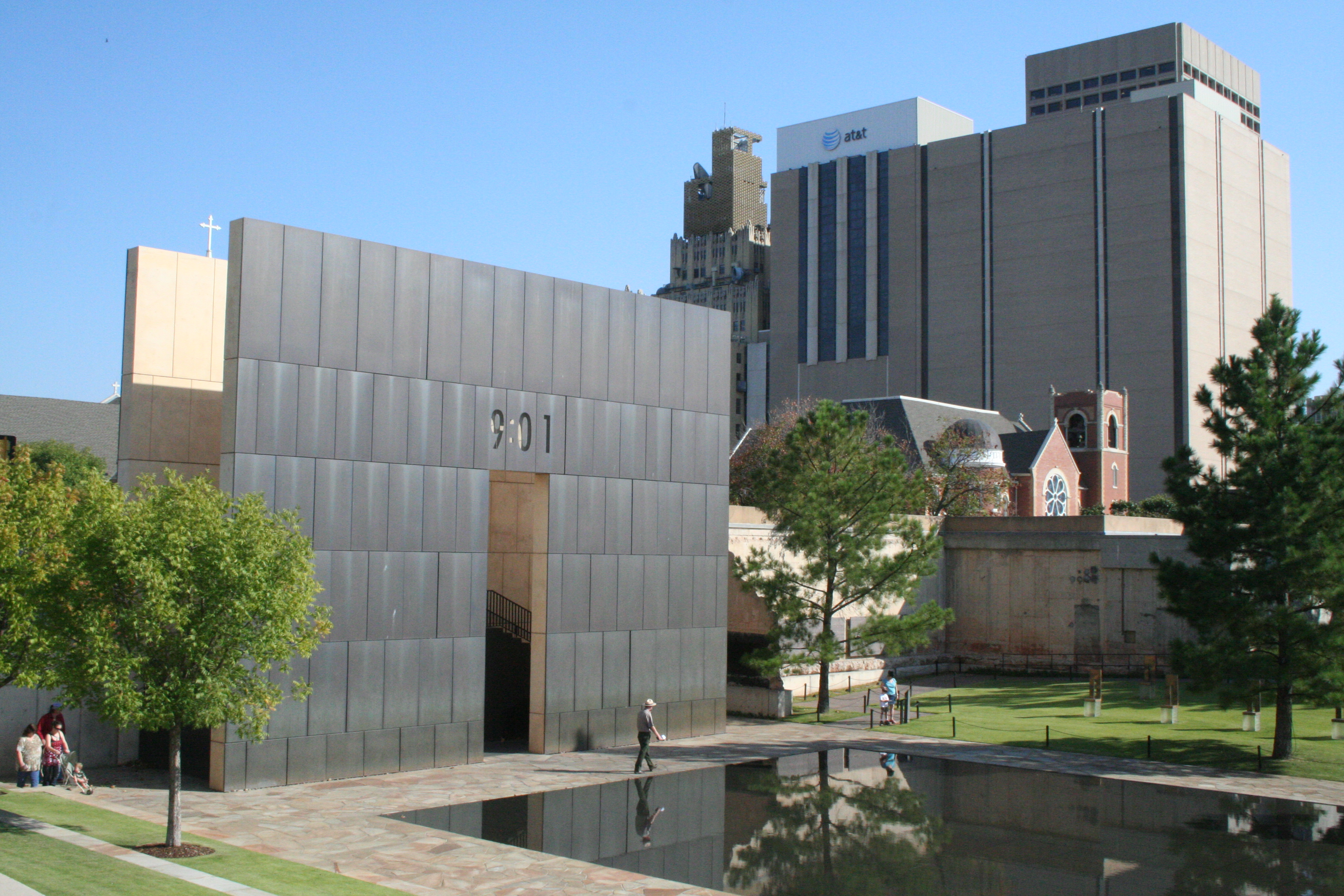
Gates of Time und Reflecting Pool, Oklahoma City National Memorial.

### Reflecting Pool
Wo sich einst die 5th Street befand und Timothy McVeigh den Wagen parkte, ist nun ein Wasserspiegel zu sehen. Nur wenige Zentimeter tief, soll er die gedankliche Reflexion symbolisieren.

### Gates of Time
An den beiden Enden ist er von den beiden „Gates of Time“ eingerahmt. Beide Tore umrahmen symbolisch den Moment der Explosion (9:02 Uhr). Auf der Nordseite ist die Uhrzeit 9:01 eingraviert. Diese Zeit steht für den letzten Moment des Friedens. Das zweite Tor zeigt 9:03, der Zeitpunkt ab welchem der Frieden gebrochen, die Heilung von den Wunden des Anschlages aber bereits eingesetzt hatte. Auf beiden Toren ist außerdem zu lesen We come here to remember those who were killed, those who survived and those changed forever. May all who leave here know the impact of violence. May this memorial offer comfort, strength, peace, hope and serenity (Deutsch: „Wir sind hierher gekommen um der Getöteten, der Überlebenden und derer zu gedenken, die für immer verändert wurden. Mögen alle, die diesen Ort verlassen, um die Auswirkung von Gewalt wissen. Dieses Denkmal soll Trost, Kraft, Frieden, Hoffnung und Ruhe bieten.“)

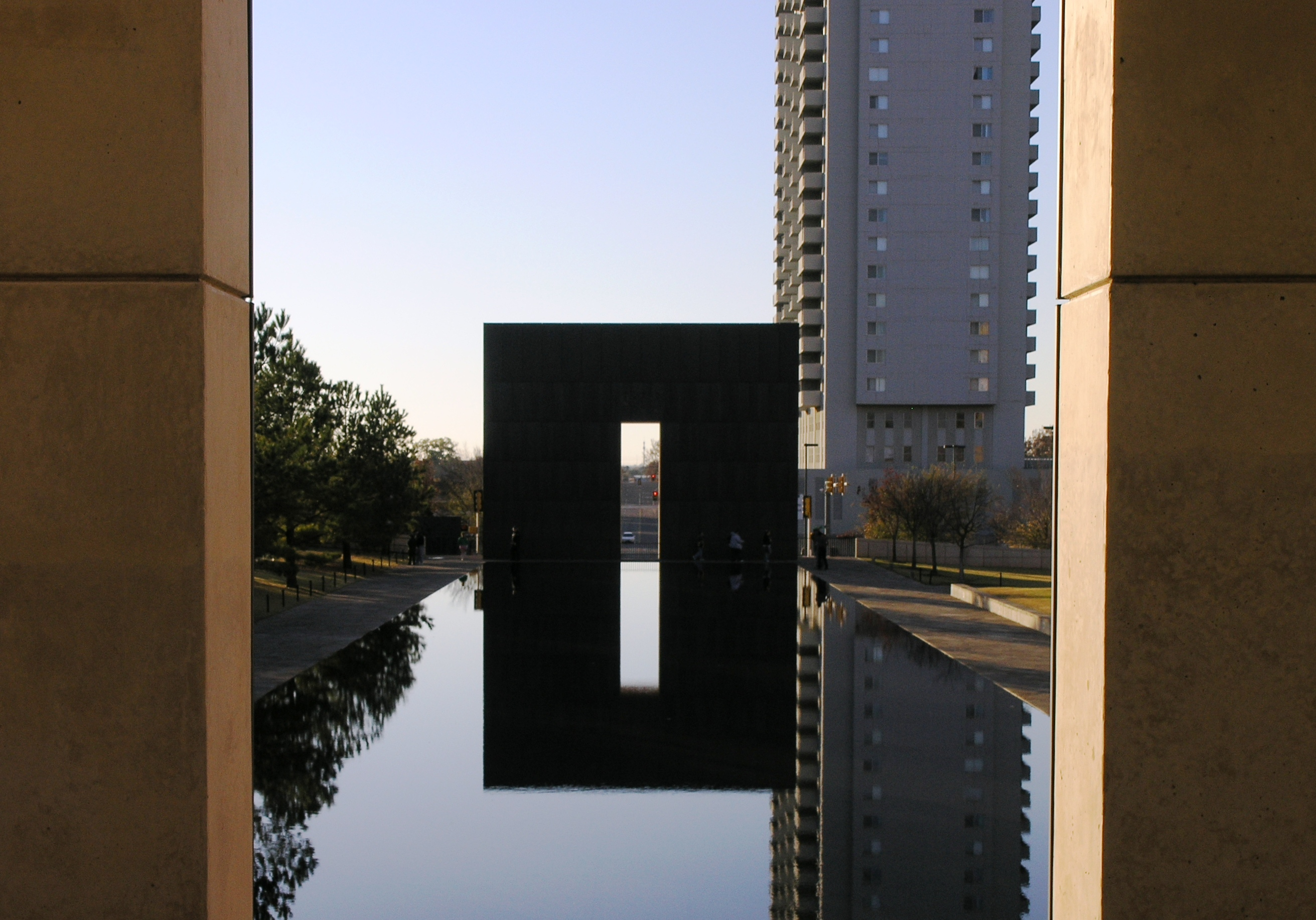
Blick durch die Gates of Time und auf den Reflecting Pool.

### Field of empty chairs
Auf dem ehemaligen Gelände des Alfred P. Murrah Buildings, umrahmt vom zurückgebliebenen Fundament, befindet sich das „Field of empty chairs“. 168 auf einer Grasfläche angeordnete gläserne Stühle symbolisieren die Opfer des Anschlags; in den gläsernen Sockel eines jeden Stuhls ist der Name eines der Opfer eingraviert. Die Stühle stehen symbolisch für die Stühle, welche an den Tischen der Familien der Opfer nun leer stehen. Die Stühle sind in 9 Reihen, entsprechend der 9 Stockwerke, in welchen sich die Opfer zum Zeitpunkt der Explosion befanden, angeordnet. Am westlichen Ende des Feldes befinden sich fünf Stühle, die für jene Menschen stehen, welche nicht innerhalb des Alfred P. Murrah Buildings ums Leben kamen (2 Personen im Water Resources Board Building, 1 Person im Athenian Building, 1 Person, die sich außerhalb des Gebäudes befand, sowie eine Person, die bei den Rettungsarbeiten ums Leben kam).
Unter den 168 gläsernen Stühlen befinden sich 19 kleinere Stühle, symbolisch für die 19 Kinder des im Gebäude befindlichen Kindergartens, welche bei dem Anschlag starben. 3 Ungeborene starben mit ihren Müttern; ihre Namen sind auf den Stühlen unter dem Namen ihrer Mutter eingraviert.
Auf den Überresten des Fundamentes, welches am östlichen Ende des Feldes zu sehen ist, sind die Namen der über 800 Überlebenden des Attentates eingraviert.

### Survivor Tree

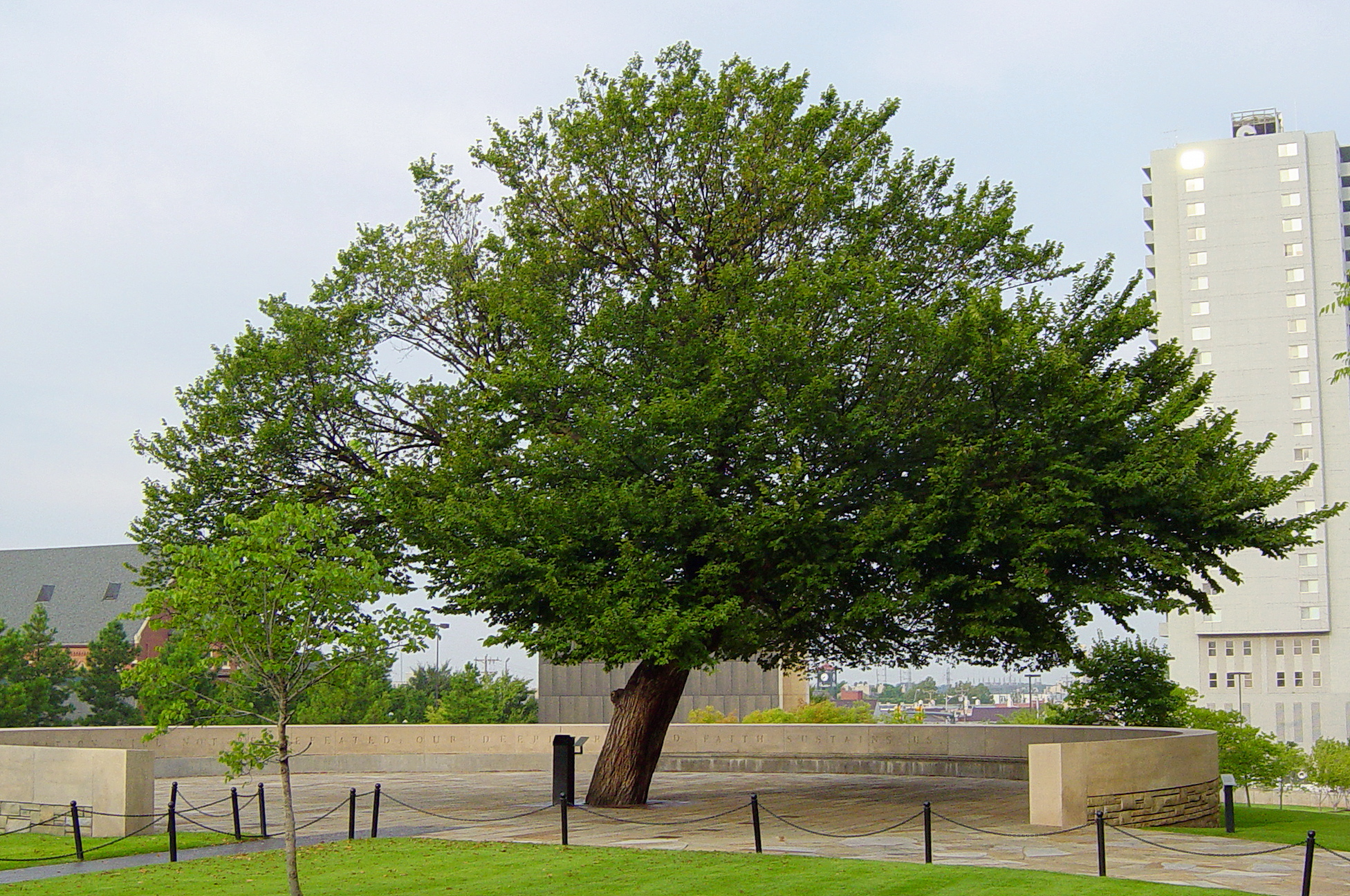
Der „Survivor Tree“

Ein weiterer Teil des Mahnmals ist der „Survivor Tree“. Dieser Baum, eine Ulme, stand auf dem Parkplatz gegenüber dem Gebäude. Das genaue Alter des Baumes ist nicht bekannt. Auf Fotos, welche um 1907 (zur Zeit der Gründung des Staates Oklahoma) aufgenommen wurden, ist der Baum allerdings bereits zu sehen, weshalb das Alter auf mindestens 100 Jahre geschätzt wird.
Durch die Explosion wurde der Baum schwer beschädigt, verlor alle Blätter und wurde stark verbrannt. Ursprünglich zur Fällung vorgesehen, um die durch die Explosion in die Rinde getriebenen Splitter und Beweisstücke für die polizeilichen Ermittlungen zu nutzen, wurde der Baum doch stehen gelassen, um langsam abzusterben und so des Anschlags zu gedenken. Entgegen allen Erwartungen erholte sich der Baum jedoch vollständig und symbolisiert heute den Überlebenswillen und die Heilung nach dem Anschlag.
Auf einer Mauer um den Baum befindet sich die Inschrift The spirit of this city and this nation will not be defeated; our deeply rooted faith sustains us. (Deutsch: Der Geist dieser Stadt und dieser Nation lässt sich nicht bezwingen, unser tief verwurzelter Glaube gibt uns Kraft).

### The Fence
An den Außenmauern des Denkmals befindet sich ein meterlanger Zaun, welcher ursprünglich aufgestellt wurde, um Rettungskräften ungestörtes arbeiten zu ermöglichen sowie sicherzustellen, dass Behörden ungestört ermitteln können. Noch am selben Tag hinterließen Menschen Blumen, Fotos der Hinterbliebenen, Briefe mit persönlichen Gedanken und ähnliches, an diesem Zaun. Viele dieser Hinterlassenschaften finden sich heute im Memorial Museum wieder. Auch heute sind und werden an ihm noch verschiedensten Dinge angebracht, welche ein Symbol der Hoffnung darstellen; darunter Nummernschilder aus verschiedenen US-Staaten, Kuscheltiere, Briefe, Fotos und Bänder.

### Childrens Area
In den Folgetagen des Anschlages sendeten viele Schulen aus den USA und Kanada von Schülern handbemalte Keramikfliesen nach Oklahoma. Auf diesen Fliesen drückten die Kinder ihre Gedanken und Trost aus. Eine Auswahl dieser Fliesen befindet sich auf einer Wandfläche vor dem Museum, direkt neben mehreren Tafeln, auf welchen Kinder heute noch ihre Gedanken und Gefühle zu dem Anschlag zum Ausdruck bringen können.

### And Jesus Wept
Gegenüber dem Memorial befindet sich eine Statue, welche von der St. Joseph’s Catholic Church errichtet wurde. Sie zeigt Jesus, sich das weinende Gesicht mit seiner Hand verdeckend, vom Unglücksort abwendend. Die St. Joseph’s Kirche, eine der ersten aus Stein erbauten Kirchen Oklahomas, wurde durch das Attentat sehr stark beschädigt und konnte erst zwei Jahre nach dem Anschlag wieder eröffnet werden.

### Das Museum
Im Museum gibt es eine detaillierte Darstellung der Ereignisse des Tages und der folgenden Tage. Fundstücke zeugen von dem Schrecken, der sich abspielte. Außerdem wird ausführlich die Suche nach den Tätern und Motiven behandelt.